# Брето (Самора)
Брето (ісп. Bretó) — муніципалітет в Іспанії, у складі автономної спільноти Кастилія-і-Леон, у провінції Самора. Населення — 191 особа (2010).
Муніципалітет розташований на відстані близько 240 км на північний захід від Мадрида, 42 км на північ від Самори.

## Демографія
Динаміка населення (INE ):